# Пациус, Фредрик
Фредрик Пациус (швед. Fredrik Pacius, собственно Фридрих Пациус, нем. Friedrich Pacius, 19 марта 1809, Гамбург — 8 января 1891, Хельсинки) — финский композитор, скрипач и дирижёр немецкого происхождения, автор национального гимна Финляндии и Эстонии.

## Биография
Пациус окончил школу Иоханнеум в Гамбурге, затем учился музыке в Касселе у Людвига Шпора и Морица Гауптмана, после чего стал концертмейстером в стокгольмской Королевской капелле. В 1834 г. Пациус был назначен музыкальным руководителем Университета Хельсинки, став в 1860 г. профессором, а в 1877 г. почётным доктором. Пациус много сделал для организации музыкального дела в Финляндии, организовав в Хельсинки музыкальное общество, студенческий хор и оркестр, которыми руководил и для которых сочинял.
В своём музыкальном творчестве Фредрик Пациус стремился сочетать немецкую романтическую традицию и финские народные мотивы. В 1848 он положил на музыку стихотворение Юхана Людвига Рунеберга «Наш край», приобретшее большую популярность и ставшее впоследствии гимном Финляндии, а также (с другими словами) гимном Эстонии и ливского народа.
В 1852 г. Пациус написал на шведоязычное либретто Захариуса Топелиуса первую финскую оперу «Охота короля Карла» (швед. Kung Karls jakt, фин. Kaarle-kuninkaan metsästys).

## Список произведений Пациуса

### Оперы

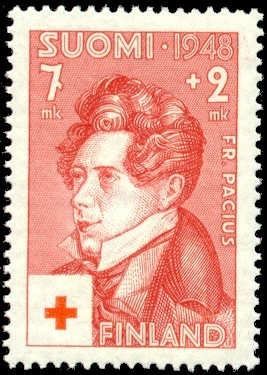
Почтовая марка Финляндии 1948 г.

- Охота короля Карла (швед. Kung Karls jakt, 1852)
- Лорелея (зингшпиль, швед. Loreley, 1860)
- Принцесса Кипра (швед. Prinsessan av Cypern, 1868)

### Другие произведения
- Симфония ре минор (1850)
- Увертюра ми-бемоль мажор (1826)
- Концерт для скрипки с оркестром фа-диез минор (1845)
- Струнный квартет фа-диез мажор (1826)
- Кантаты, хоры, песни